# シュナイダー・クロイツナッハのレンズ製品一覧
シュナイダー・クロイツナッハのレンズ製品一覧（シュナイダー・クロイツナッハのレンズせいひんいちらん）は、シュナイダー・クロイツナッハが製造したレンズの一覧である。

## 写真/映画用レンズ
大判カメラ用、中判カメラ用、ライカ判カメラ用、デジタルカメラ用を生産。またハッセルブラッド、ローライ、ライカ、ドイツ・コダック（レチナ）、アグフア・ゲバルト等に供給して来た。

## アンギュロン
広角レンズについて以前は「逆望遠型がクルタゴン、対称型がアンギュロン」という使い分けがされていたが、最近では広角レンズは全てアンギュロンに統一されている。

## アーター（Artar）
アーター（Artar ）は元々ゲルツの商標で、最近ではアポ・アーター（Apo-Artar ）として接写レンズに使われている。

### 大判用・アポ・アーター（Apo-Artar ）
- アポ・アーター240mmF9 - 4群4枚。イメージサークル205mm（F22）。
- アポ・アーター360mmF9 - アタッチメントはφ52mmねじ込み。イメージサークル302mm（F22）。
- アポ・アーター480mmF11
- アポ・アーター610mmF11- アタッチメントはφ67mmねじ込み。包括角度46°イメージサークル518㎜（F22）シャッターはデッケル製コンパーエレクトロニック5FS。

## アートン（Arton ）
アートン（Arton ）はテレ・アートンとして望遠レンズに使われる。

### デッケルマウント・テレ・アートン
レチナレフレックスS等用交換レンズ。
- テレ・アートン85mmF4
- テレ・アートン90mmF4

### 大判用・テレ・アートン（Tele-Arton ）
- テレ・アートン180mmF4 - 5群5枚。アタッチメントはφ67mmねじ込み。イメージサークルφ110mm（F16）。シャッター#1。
- テレ・アートン180mmF5.5 - 5群5枚。アタッチメントはφ40.5mmねじ込み。イメージサークルφ110mm（F16）。シャッター#0。
- テレ・アートン240mmF5.5 - 5群5枚。アタッチメントはφ49mmねじ込み。イメージサークルφ130mm（F16）。シャッター#1。
- テレ・アートン240mmF5.5 - 5群5枚。アタッチメントはφ49mmねじ込み。イメージサークルφ152mm（F16）。シャッター#3。
- テレ・アートン250mmF5.6 - 5群5枚。
- テレ・アートン270mmF5.5 - 5群5枚。アタッチメントはφ67mmねじ込み。イメージサークルφ178mm（F16）。シャッター#1。
- テレ・アートン360mmF5.5 - 5群5枚。アタッチメントはφ95mmねじ込み。イメージサークルφ264mm（F16）。シャッター#3。

## シネゴン（Cinegon ）
シネゴン（Cinegon ）は映画撮影用レンズ。

### Cマウント・シネゴン
- シネゴン10mmF1.8
- シネゴン16mmF1.4 - 1990年スペースシャトルのためにNASAに納入された。
- シネゴン25mmF1.4 - 1990年スペースシャトルのためにNASAに納入された。

### ライカMマウント・シネゴン
- マクロ・シネゴン10mmF1.8 - ライキナスペシャル用。イメージサークルが小さくライカMシリーズには使用できない。

## シネルクス （Cinelux)
シネルクス（Cinelux ）は映写用大口径レンズ。ESはアナモフィックレンズ。
- シネルクス24mmF2
- シネルクス26mmF2
- シネルクス28mmF2
- シネルクス30mmF2
- シネルクス32.5mmF2
- シネルクス35mmF2
- シネルクス37.5mmF2
- シネルクス40mmF2
- シネルクス42.5mmF2
- シネルクス45mmF2
- シネルクス47.5mmF2
- シネルクス50mmF2
- シネルクス52.5mmF2
- シネルクス55mmF2
- シネルクス57.7mmF2
- シネルクス60mmF2
- シネルクス65mmF2
- シネルクス70mmF2
- シネルクス75mmF2
- シネルクス80mmF2
- シネルクス85mmF2
- シネルクス90mmF2
- シネルクス95mmF2
- シネルクス100mmF2

## シネルクス・プレミエール（Cinelux-Première ）
- シネルクス・プレミエール32.5mmF1.7
- シネルクス・プレミエール35mmF1.7
- シネルクス・プレミエール37.5mmF1.7
- シネルクス・プレミエール40mmF1.7
- シネルクス・プレミエール42.5mmF1.7
- シネルクス・プレミエール45mmF1.7
- シネルクス・プレミエール47.5mmF1.7
- シネルクス・プレミエール50mmF1.7
- シネルクス・プレミエール52.5mmF1.7
- シネルクス・プレミエール55mmF1.7
- シネルクス・プレミエール57.5mmF1.7
- シネルクス・プレミエール60mmF1.7
- シネルクス・プレミエール62.5mmF1.7
- シネルクス・プレミエール65mmF1.7
- シネルクス・プレミエール67.5mmF1.7
- シネルクス・プレミエール70mmF1.7
- シネルクス・プレミエール72.5mmF1.7
- シネルクス・プレミエール75mmF1.7
- シネルクス・プレミエール77.5mmF1.7
- シネルクス・プレミエール80mmF1.7
- シネルクス・プレミエール82.5mmF1.7
- シネルクス・プレミエール85mmF1.7
- シネルクス・プレミエール90mmF1.7
- シネルクス・プレミエール95mmF1.7
- シネルクス・プレミエール100mmF1.7

## VP・シネルクス (VPはバリアブル・プライムの意)
- VP・シネルクス28.9-31.3mmF2
- VP・シネルクス28.9-31.3mmF2B
- VP・シネルクス30.8-33.3mmF2
- VP・シネルクス33.3-35.9mmF2
- VP・シネルクス35.8-38.6mmF2
- VP・シネルクス38.3-41.3mmF2
- VP・シネルクス38.3-41.3mmF2B
- VP・シネルクス41.1-44.3mmF2
- VP・シネルクス43.4-46.9mmF2
- VP・シネルクス46.2-49.8mmF2
- VP・シネルクス48.5-52.3mmF2
- VP・シネルクス51-54.9mmF2
- VP・シネルクス53.7-58mmF2
- VP・シネルクス56.4-60.8mmF2
- VP・シネルクス59.2-63.7mmF2

## スライド映写機用・シネルクス
- PC・シネルクス・AVMC60mmF2.8
- シネルクス・AVMC150mmF2.8

## 35mm映画映写用・シネルクス
- スーパー・シネルクス30mmF2
- スーパー・シネルクス32.5mmF2
- スーパー・シネルクス35mmF2
- スーパー・シネルクス37.5mmF2
- スーパー・シネルクス37.5mmF2B
- スーパー・シネルクス40mmF2
- スーパー・シネルクス40mmF2B
- スーパー・シネルクス42.5mmF2
- スーパー・シネルクス47.5mmF2
- スーパー・シネルクス50mmF2
- スーパー・シネルクス55mmF2
- スーパー・シネルクス57.5mmF2
- スーパー・シネルクス60mmF2
- スーパー・シネルクス62.5mmF2
- スーパー・シネルクス65mmF2
- スーパー・シネルクス67.5mmF2
- スーパー・シネルクス70mmF2
- スーパー・シネルクス72.5mmF2
- スーパー・シネルクス75mmF2
- スーパー・シネルクス77.5mmF2
- スーパー・シネルクス80mmF2
- スーパー・シネルクス85mmF2
- スーパー・シネルクス90mmF2
- スーパー・シネルクス95mmF2
- スーパー・シネルクス100mmF2

- シネルクス・ウルトラ160mmF2
- シネルクス・ウルトラ170mmF2
- シネルクス・ウルトラ180mmF2

## 35mm/70mm映画映写用・シネルクス
- シネルクス・ウルトラ105mmF2
- シネルクス・ウルトラ110mmF2
- シネルクス・ウルトラ115mmF2
- シネルクス・ウルトラ120mmF2
- シネルクス・ウルトラ125mmF2
- シネルクス・ウルトラ130mmF2
- シネルクス・ウルトラ135mmF2
- シネルクス・ウルトラ140mmF2
- シネルクス・ウルトラ145mmF2
- シネルクス・ウルトラ150mmF2

## 70mm映画映写用・シネルクス
- スーパー・シネルクス60mmF2
- スーパー・シネルクス65mmF2
- スーパー・シネルクス70mmF2
- スーパー・シネルクス75mmF2
- スーパー・シネルクス80mmF2
- スーパー・シネルクス85mmF2
- スーパー・シネルクス90mmF2
- スーパー・シネルクス95mmF2
- スーパー・シネルクス100mmF2

## クラロン （Claron）
クラロン（Claron ）は等倍撮影に最適化された近接用レンズ。C-Claron の C はコピーの意。D-Claron の D はドキュメンテーション（Dokumentations ）の意でマイクロフィルム複写用。

## C-クラロン (C-Claron)
- Cクラロン100mmF8 - 4群8枚。
- Cクラロン200mmF4.5
- Cクラロン200mmF5.6 - 4群6枚。
- Cクラロン210mmF4.5
- Cクラロン210mmF5.6 - 4群6枚。
- Cクラロン240mmF5.6 - 4群6枚。

## D-クラロン (D-Claron)
- Dクラロン10mmF1.8
- Dクラロン16mmF2
- Dクラロン25mmF1.4
- Dクラロン28mmF2
- Dクラロン35mmF2
- Dクラロン40mmF2
- Dクラロン60mmF5.6
- Dクラロン105mmF5.6
- Dクラロン210mmF5.6

- リプロ・クラロン55mmF8 - 4群4枚。
- リプロ・クラロン135mmF8 - 4群4枚。
- リプロ・クラロン210mmF9 - 4群4枚。
- リプロ・クラロン305mmF9 - 4群4枚。
- リプロ・クラロン355mmF9 - 4群4枚。
- リプロ・クラロン420mmF9 - 4群4枚。
- リプロ・クラロン485mmF9 - 4群4枚。
- リプロ・クラロン610mmF9 - 4群4枚。

## 大判用・G-クラロン (G-Claron)
G-Claron の G は グラフィック（Grafik ）の意味で、接写での 1/5倍～×5倍までの撮影が可能。Gクラロンは前期型（2群6枚構成　ダゴールタイプ）と後期型（4群6枚構成　オルソメタータイプ）の2種類が存在する。双方ともに前群と後群が対称設計で主に接写撮影用であるが、実効イメージサークルがメーカー仕様より大きいこともあり、大判の一般撮影（特に8ｘ10以上）にも多く活用される。
すでに製造は終了している。レンズシャッターに組み込まれたタイプと、絞り機構だけ備えたバレルタイプがあり、バレルタイプはジナーボードなど等に付けて撮影する場合、ジナーシャッターなどと併用して使用する。光学系は同一である。バレルタイプの製造後半では一部を除きレンズの取り付けねじのすぐ上にウォーターハウス型アタッチメント用のスロットが設けられたが、他社製のウォーターハウス型アタッチメント用のスロットと異なり、専用の差し込み式のスロットカバーがないとスロットは閉じられずに開いたままになる。バレルタイプの絞りはロットの古い製品は多数枚の絞り羽根を備え完全円形絞りだったが、新しいロットの製品は角が尖った独特の5～7角形の絞りに変更されている。こうした部分の動向は引き伸ばしレンズと同様である。総じて古い設計のレンズながら、質感描写と解像力はとても高く、遠景での描写も優れているが、その反面、近年流通している他社の接写レンズより、彩度がかなり低く描写され、軸上色収差、倍率色収差が色濃く残存し、カラーバランスに偏りがある個体も少なくない。現行の大判接写レンズと比較して、近接撮影時に倍率色収差と軸上色収差が多少目立つので、PC上でのソフトウェア補正が時には必要である。華やかな発色をする大判シートフィルムで撮影する場合、目視でこれらの短所は判別できない。デジタルバックやデジタルカメラに取り付けて撮影すると素子が大判シートフィルムほど大きくないため上記の欠点がより拡大する事がある。
- Gクラロン150mmF9 - 4群6枚構成。アタッチメントはφ35.5mmねじ込み。イメージサークルφ189mm。シャッター#0に組み込まれている物の他に、φ32.5ねじマウントのバレルタイプがある。主に接写撮影用。金属製鏡筒。絞りは角の尖った独特の五角形。フィルターワークはフロント部のみで行う。このレンズも彩度の低い低コントラストでカラーバランスに偏りがある描写だが解像力は高く、残存色収差はデジタルバックを使用しても目視では気にならない。
- Gクラロン210mmF9 - 4群6枚構成。アタッチメントはφ49mmねじ込み。イメージサークルφ260mm。シャッター#1。バレルタイプがあり、これには穴が空いたままで閉じることができないウォーターハウス型アタッチメント・スロットがある。専用の差し込み式のスロット・カバーがないと穴をふさげない。主に接写撮影用。金属製鏡筒。絞りは角の尖った独特の五角形。
- Gクラロン240mmF9 - 4群6枚構成。アタッチメントはφ52mmねじ込み。イメージサークルφ298mm。4×5in版フィルムカメラの標準レンズ的存在。シャッター#1に組み込まれている物の他にバレルタイプがあり、これにはシャッターがないが絞り機構は組み込まれている。製造番号12000000番台のレンズは小型で鏡筒がφ60mm、ライカマウント。ウォーターハウス型アタッチメントスロットはない。これを大判カメラに取り付ける際は、絞りを挟んで後群のレンズがラッパ状に広がっている特異な鼓型のレンズなので、M39ロックナットでリンホフ・ボードなどに前群を締め付け取り付け、後群を後部から取り付けないと装着できない。シャッターはジナーシャッターかローラーブラインドシャッター等を別途必要とする。絞りは角の尖った独特の五角形。絞りはF9からF64 1/2まで稼働する。金属製鏡筒。また、製造番号13000000番台のレンズは鏡筒の直径がφ78mmで、φ62mmP=0.75ねじマウント、レンズ筐体が大型化したが、レンズ後群は広がっていない。アタッチメントはφ52mmレンズ前ねじ込みのほか、このロットのバレルレンズは専用の差し込み式のスロットカバーがないと穴の空いたままで閉じることができないウォーターハウス型アタッチメントスロットを備える。金属製鏡筒。絞りは角の尖った独特の七角形で、F45で正七角形になる。絞りの刻印はF45 1/2までしかないが、F64相当まで絞りは稼働する。このバルクレンズをビューカメラにて使用する場合は、内部がφ62mmのステップダウンリングを使用するとリンホフボードにも容易に取り付けできる。全て光学系は共通。主に接写撮影用。バルク・レンズの場合、シャッターはジナーシャッターやローラーブラインドシャッター等別途シャッターが必要となる。彩度の低い低コントラストでカラーバランスに偏りがある描写で、残存色収差が気になるばあいがある。デジタルバック等での使用は収差が顕著になる傾向がある。解像力は高く、モノクロ写真では真価を発揮できる。
- Gクラロン270mmF9 - 4群6枚構成。アタッチメントはφ58mmねじ込み。イメージサークルφ335mm。シャッター#1。
- Gクラロン305mmF9 - 4群6枚構成。アタッチメントはφ67mmねじ込み。イメージサークルφ381mm。シャッター#1。
- Gクラロン355mmF9 - 4群6枚構成。アタッチメントはφ77mmねじ込み。イメージサークルφ444mm。シャッター#3。8×10in版フィルムカメラの標準レンズ的存在。

- GクラロンWA210mmF11
- GクラロンWA240mmF11
- GクラロンWA270mmF11

## コンパロン（Comparon）
コンパロン（Comparon ）は中級版引伸用レンズ。現在はすでに全て製造中止されている。
レンズの光学系はテッサー型である。
- コンパロン50mmF4 - 3群4枚。
- コンパロン75mmF4.5 - 3群4枚。
- コンパロン105mmF4.5 - 3群4枚。
- コンパロン135mmF4.5 - 3群4枚。
- コンパロン150mmF5.6 - 3群4枚。
- コンパロン210mmF5.6 - 3群4枚。
- コンパロン300mmF5.6 - 3群4枚。

## コンポナー（Componar）
コンポナー（Componar ）は1914年から販売されており、後に普及版となった引伸用レンズ。現在はすでに全て製造中止されている。レンズの光学系はトリプレット型である。絞って使用することが前提の光学系であり、絞り開放付近では収差が残存している。
- コンポナー50mmF3.5 - 3群3枚。極めて希な正方形絞りを採用しているので一般撮影に使用する場合はこの点に留意したい。背景に光源ボケが入ると四角い白いパターンが入り極めて不快な画像になる。但し、接写性能は非常に高い。
- コンポナー50mmF4 - 3群3枚。
- コンポナー50mmF4.5 - 3群3枚。
- コンポナー60mmF4 - 3群3枚。
- コンポナー75mmF4.5 - 3群3枚。極めて希な正方形絞りを採用しているので一般撮影に使用する場合はこの点に留意したい。背景に光源ボケが入ると四角い白いパターンが入り極めて不快な画像になる。但し、接写性能は非常に高い。
- コンポナー80mmF4.5 - 3群3枚。
- コンポナー105mmF4.5 - 3群3枚。
- コンポナー135mmF4.5 - 3群3枚。

- コンポナーC50mmF2.8 - 3群3枚。
- コンポナーC75mmF4 - 3群3枚。
- コンポナーC105mmF4.5 - 3群3枚。

- コンポナーS50mmF2.8 - 3群4枚。ライカLマウントとバレルがある。
- コンポナーS80mmF4 - ライカLマウント。
- コンポナーS80mmF4.5 - 3群4枚。
- コンポナーS90mmF4.5 - 3群4枚。
- コンポナーS100mmF5.6 - ライカLマウントとφ32.5ねじマウントがある。
- コンポナーS105mmF4.5 - 3群4枚。
- コンポナーS135mmF5.6 - φ50mmねじマウント。
- コンポナーS150mmF5.6 - φ50mmねじマウント。

## コンポノン（Componon）
コンポノン（Componon ）は2-12倍用の拡大接写用や引伸用レンズ。2000年以降は工業用レンズに転身している。
引伸用レンズとして上級版でローデンシュトックのロダゴンと双璧をなす逸品として知られる。WAコンポノンは広角版。コンポノンSは高級版。Gコンポノンは20倍を超える高倍率用。ライカLマウントの製品が多いが、φ32.5ねじマウント、φ50ねじマウント、Tマウントの製品や、シュナイダー独自規格のマウントの製品なども過去にはあった。現在は、引伸用レンズとしての役目はほとんどなくなり、超高解像力を生かした、工業用7000万画素級ラインセンサーカメラ向けレンズとして、ヘリコイド接写リング、 ユニホック 58/76 ・ヘリカル・マウント・システム（Schneider-Kreuznach UNIFOC 58/76 Helical Focus Mount System ）での使用が2025年現在ではこの利用方法がメインである。高精度なコンポノンSやアポ・コンポノンHM の40mmから135mm あたりが主に利用されている。このユニホック 58/76 ・ヘリカル・マウント・システムは後部の鏡筒のすげ替えや、リングの継ぎ足しなどで工業用システムに柔軟な対応をするように、工業用で使用される主な各種マウントが用意されている。
ヒトデ型絞りは、回折をコントロールし、シャープネスの向上ができる事として、絞りの形が完全な円ではないため、特定の波長の光の回折を抑えやすい。工業用途や複写用途では、平面画像をできる限りシャープな像として得る、ことが最優先なため、このメーカーでは絞り形状を最適化し、開放から絞っても解像力を落としにくい設計として採用している。伝統的な円形絞りは「ボケが自然で美しい」というメリットがあるが、周辺部で非点収差が増えやすい一方、Schneider-Kreuznach のヒトデ型絞り形状は、特定の光線を制御しやすく、色収差や非点収差を軽減する効果がある。Schneider-Kreuznach は、印刷業界・顕微鏡撮影・複写用途などの「極端な精細さ」が求められる分野で長年使われてきた。こうした用途では、ボケの美しさよりも、隅々まで均質なシャープネスが求められるため、一般撮影用の絞り形状とは違うものが採用されて来ていた。Schneider-Kreuznach の「人手型の絞り」は、工業・複写・印刷業界向けの設計思想に基づき、解像力や収差の制御を優先した結果である。ライカやローデンストックのような一般撮影向けのレンズとは異なり、シャープネスを最優先するために独特な絞り形状が採用された。一般撮影用ではなく、工業用レンズの色合いが強いこのようなレンズには、かなりのものがヒトデ型絞りを採用している。2000年以降は、デジカメが主流になってきているので、ネガフイルムのプリント、引き延ばし用途としての用途から、2000年前半あたりから、工業用ラインセンサーレンズとしての用途に転換して生き残っている。2025年現在では、これらのレンズは、7000万画素のラインセンサー・カメラ用としてメーカーでは送り出している。計算上では、フルサイズ撮像素子だと、5000万画素あたりが性能を維持できるものだが、一般的な撮像素子なら、フルサイズデジカメだと、5000万画素で f/8 あたりがピークであり、それ以上に絞ると画質が急激に悪化する。多くの以下のレンズはイメージサークルは80－90mm 前後であるが、中判デジカメでの利用も可能である。ただし、1億5000万画素機のデジカメだと、レンズ側の方が追い付かないので画質は甘くなる傾向にある。
- コンポノン16mmF2.8
- コンポノン25mmF4
- コンポノン28mmF4 - ライカLマウントとバレルがある。
- コンポノン35mmF4 - ライカLマウントとバレルがある。
- コンポノン40mmF4
- コンポノン50mmF4 - 4群6枚。
- コンポノン60mmF5.6 - ライカLマウント。4群6枚。
- コンポノン80mmF5.6 - 4群6枚。
- コンポノン100mmF5.6
- コンポノン105mmF5.6 - 4群6枚。
- コンポノン135mmF5.6 - 4群6枚。φ32.5mmねじマウント。アタッチメントはφ49mmレンズ前ねじ込み。18枚完全真円絞り。金属鏡筒。モノコート。
- コンポノン150mmF5.6 - 4群6枚。
- コンポノン180mmF5.6 - 4群6枚。元来は鼓型をしたライカLマウントのレンズであるが、ライカLマウント→φ60mmねじマウント変換リングにはめ込まれている。各自のシステムによりカスタマイズができる。一般的には、φ60mmねじマウント座金に取り付けて使用されていた。アタッチメントはφ58mmレンズ前ねじ込み。19枚完全真円絞り。金属鏡筒。モノコート。大判カメラで撮影に使用しても極めてシャープで階調が豊で高解像力である。
- コンポノン210mmF5.6
- コンポノン240mmF5.6
- コンポノン300mmF5.6
- コンポノン360mmF5.6

- WAコンポノン40mmF4   - 3群6枚。
- WAコンポノン60mmF5.6 - ライカLマウント。3群6枚。
- WAコンポノン80mmF5.6 - ライカLマウント。3群6枚。

- コンポノンS 50mmF2.8 - 4群6枚。オルソメター型光学系。ライカLマウントとバレルがある。現行品の物はライカLマウントである。アタッチメントはφ43mmレンズ前ねじ込み。初期の物は金属製鏡筒で絞りクリックとフリーをスイッチノブで切り替えができた。絞りは角の尖った独特の五角形。その後の現行品は、合成樹脂製鏡筒で、角型の瞬間絞り込み用のレバーが新設された。ユニホック 58/76 ・ヘリカル・マウント・システムにて使用する際は、このレバーはねじ一本で止められているがこれを外す必要がある。現行品の絞りは丸みのある五角形。一般的な接写撮影では非常にシャープで適しておりボケも良い。ユニホック 58/76 ・ヘリカル・マウント・システムでの標準レンズ的存在である。合成樹脂製鏡筒の現行品以前の物と光学系は変わらないが、現行品の方が高解像力である。
- コンポノンS 80mmF4 - 4群6枚。オルソメター型光学系。ライカLマウントとバレルがある。現行品の物はライカLマウントである。アタッチメントはφ43mmレンズ前ねじ込み。現行品は合成樹脂製鏡筒で角型の瞬間手動絞り込み用のレバーが付いている。ユニホック 58/76 ・ヘリカル・マウント・システムにて使用する際は、このレバーはねじ一本で止められているがこれを外す必要がある。絞りは丸みのある五角形。一般的な接写撮影では非常にシャープで適しておりボケも良い。ユニホック 58/76 ・ヘリカル・マウント・システムと併用するとキヤノン EOS DSLR で∞から合焦でき、一般的なマクロレンズとしても高解像力で活躍が出来る。ただし、ユニホック専用接写リングを継ぎ足すとこれには内面処理がされていないため、内面反射が非常に激しく、激しいフレアーが出る。この為一般撮影ではハレ切りに注意を必要とする。工業用の限定的環境に対して開発された為そのようになったが価格が高い部品の割に、非常にお粗末な仕上げである。接写リングの件は旭PENTAX のねじマウント接写リングを使用すれば問題は解決できる。
- コンポノンS 80mmF5.6 - 4群6枚。オルソメター型光学系。現行品の物はライカLマウントである。アタッチメントはφ43mmレンズ前ねじ込み。現行品は合成樹脂製鏡筒で角型の瞬間手動絞り込み用のレバーが付いている。ユニホック 58/76 ・ヘリカル・マウント・システムにて使用する際は、このレバーはねじ一本で止められているがこれを外す必要がある。絞りは丸みのある五角形。一般的な接写撮影では非常にシャープで適しておりボケも良い。ユニホック 58/76 ・ヘリカル・マウント・システムと併用するとキヤノン EOS DSLR で∞から合焦でき、一般的なマクロレンズ以上の高解像力で活躍が出来る。ただし、ユニホック専用接写リングを継ぎ足すとこれには内面処理がされていないため、内面反射が非常に激しく、激しいフレアーが出る。この為一般撮影ではハレ切りに注意を必要とする。工業用の限定的環境に対して開発された為そのようになったが価格が高い部品の割に、非常にお粗末な仕上げである。接写リングの件は旭PENTAX のねじマウント接写リングを使用すれば問題は解決できる。
- コンポノンS 100mmF5.6 - 4群6枚。オルソメター型光学系。現行品の物はライカLマウントである。アタッチメントはφ43mmレンズ前ねじ込み。現行品は合成樹脂製鏡筒で角型の瞬間手動絞り込み用のレバーが付いている。ユニホック 58/76 ・ヘリカル・マウント・システムにて使用する際は、このレバーはねじ一本で止められているがこれを外す必要がある。絞りは丸みのある五角形。一般的な接写撮影では非常にシャープで適しておりボケも良い。ユニホック 58/76 ・ヘリカル・マウント・システムと併用するとニコン DSLR で∞から合焦でき、一般的なマクロレンズ以上の解像力がある。ただし専用接写リングを継ぎ足すとこれには工業用の限定的環境に対して開発されたため内面処理がされておらず内面反射が非常に激しく、激しいフレアーが出、このため一般撮影ではハレ切りに注意を必要とする。接写リングの件は旭PENTAX のねじマウント接写リングを使用すれば問題は解決できる。
- コンポノンS 135mmF5.6 - 4群6枚。オルソメター型光学系。Tマウントとバレルがある。現行品の物はφ50P=0.75ねじマウントである。アタッチメントはφ49mmレンズ前ねじ込み。以下は全て光学系は同一だが、シリアルNo.12000000番台はTマウント。鏡筒がφ51mmと小型で金属製鏡筒。絞り環のクリックストップがなく、代わりにネジで任意に固定できる。いずれも絞りは独特なとがった五角形。一般撮影に使用した場合大変髙解像力だが、この絞り形状が災いしてボケが汚くなるものの、上手くいかせれば他種のレンズにない背景の光源ボケを得られる。シリアルNo.14000000番台はTマウント。鏡筒がφ58mmで絞り環にクリックストップのあるなしを選択できるスイッチノブを備える金属製鏡筒。現行品の物は、シリアルNo.140000000番台以降で、光学系は同一だが、主な改良点は絞り表示が青地で数値がバックライトで光る様に改良された。また、ねじマウントもφ50P=0.75ねじマウント に変更された。コーティングも改善され、カラーバランスは依り優れたが、絞りユニット部は据え置きで今まで同様、絞り羽根は5枚。独特の角の尖った五角形。金属製鏡筒。撮影に使用する場合、小型鏡筒のタイプは内面反射でフレアーが出ることがある。14000000番台以降は問題ない。一般的なマクロレンズ以上の高解像力が得られるため、大判カメラなどではレンズシャッターに組み込み、一般接写撮影にも使用が可能。一般的に、Tマウントのロットのレンズは光学系の前群と後群の間に隠し鏡筒がはめ込まれており、Tマウントしか使用できないように見えるが、この隠し鏡筒を外してしまえば、ライカLマウントとして機能する。
- コンポノンS150mmF5.6 - 4群6枚。オルソメター型光学系。アタッチメントはφ52mmレンズ前ねじ込み。マウントはφ50mmねじマウント（現行品）。それ以前の物はTマウント。光学系は同一だが、シリアルNo.12000000番台のレンズは、レンズ鏡筒がφ51mmと小型で金属製鏡筒。レンズのクリックストップはあるが切り替えスイッチノブが無く、クリックストップをフリーにできない。逆にコンポノンS 135mmF5.6 と異なり、ストッパーネジはない。シリアルNo.14000000番台は鏡筒がφ58mmで絞り環にクリックストップのあるなしを選択できるスイッチノブを備える。一貫して絞りは独特な尖った五角形。一般撮影に使用した場合大変髙解像力だが、この絞り形状が災いしてボケが汚くなることがあるが、うまく活かせれば他種のレンズにない背景の光源ボケを得られる。また、古い番手の小型のレンズの方はフレアーが出やすい。総じて、コンポノンS135mmF5.6 と絞りユニットは共通の物を使用している。一般的に、Tマウントのロットのレンズは光学系の前群と後群の間に隠し鏡筒がはめ込まれており、Tマウントしか使用できないように見えるが、この隠し鏡筒を外してしまえば、ライカLマウントとして機能する。
- コンポノンS180mmF5.6 - 4群6枚。
- コンポノンS210mmF5.6 - 4群6枚。ライカLマウント。別に後群レンズの部分にもφ55mmねじマウントがある。アタッチメントはφ72mmレンズ前ねじ込み。形状が独特の鼓型をしたレンズ。撮影装置や引き伸ばし機に装着するときは大きく広がっている後玉をはずしてからレンズ座金で装着し、後玉をはめ戻す必要がある。また、後玉の後部のマウントねじも使用できる。品目に依っては、前群と後群の間にアタッチメント部材(隠し鏡筒)を挟み込み、レンズが一体化させられたような、筒型形状に仕上げたロットの製品もあり。これは後玉の後部にあるφ55mmねじマウントのみでカメラや引き伸ばし機に装着する。絞り羽根は5枚。独特の角の尖った五角形。金属製鏡筒。総じて、コンポノンS135mmF5.6と絞りユニットは共通の物を使用している。非常にシャープでボケも良く意外に一般撮影にも向いている。一般的にφ55mmねじマウントだけのロットのレンズは光学系の前群と後群の間に隠し鏡筒がはめ込まれており、φ55mmねじマウントだけしか使用できないように見えるが、この隠し鏡筒を外してしまえば、ライカLマウントとして機能する。
- コンポノンS240mmF5.6
- コンポノンS300mmF5.6
- コンポノンS360mmF6.8

- Gコンポノン100mmF5.6 - 4群6枚。
- Gコンポノン150mmF5.6 - 4群6枚。
- Gコンポノン210mmF5.6 - 4群6枚。
- Gコンポノン240mmF5.6 - 4群6枚。
- Gコンポノン300mmF5.6 - 4群6枚。
- Gコンポノン360mmF6.8 - 4群6枚。
- Gコンポノン480mmF9.4 - 4群6枚。

- アポ・コンポノンHM40mmF2.8 - 4群6枚。ライカLマウント。アタッチメントはφ43mmねじ込み。
- アポ・コンポノンHM45mmF4 - 4群6枚。ライカLマウント。アタッチメントはφ43mmねじ込み。
- アポ・コンポノンHM60mmF4 - 4群6枚。ライカLマウント。アタッチメントはφ43mmねじ込み。
- アポ・コンポノンHM90mmF4.5 - 4群6枚。ライカLマウント。アタッチメントはφ43mmねじ込み。コンポノンS80mmF4 とは異なり、角が尖ったヒトデの様な尖った独特の5枚羽根絞りである。この焦点距離だと一般的な一眼レフデジカメで∞が出せるため一般撮影に使用する者も多い。絞りの角が尖っているので、ボケ味は時に堅くなる場合があるが、目視では残存色収差も確認できない。使いやすいねじマウントで便利である。4500万画素のローパス・レス・デジタルカメラの使用でも、まだレンズに余裕があり、きわめて高解像力を誇る。ライバルメーカーのローデンシュトック製アポ・ロダゴン-N105mmF4とほぼ互角の性能である。
- アポ・コンポノンHM120mmF5.6 - 4群6枚。φ50mmねじマウント。アタッチメントはφ40.5mmねじ込み。
- アポ・コンポノンHM150mmF4 - 4群6枚。φ55mmねじマウント。アタッチメントはφ55mmねじ込み。

### 大判用・コンポノン
- Mコンポノン28mmF4 - 4-20倍の撮影用。シャッター#0。
- Mコンポノン50mmF4 - 2-12倍の撮影用。シャッター#0。
- Mコンポノン80mmF4 - 1-7倍の撮影用。シャッター#0。

## クルタゴン（Curtagon）
広角レンズについて以前は「逆望遠型がクルタゴン（Curtagon ）、対称型がアンギュロンという使い分けがされていたが、最近では広角レンズは全てアンギュロンに統一されている。PAは"Perspectivischer Ausgleich"の意でシフト可能レンズ。

### アルパマウント・クルタゴン
アルパを参照のこと。

### コンタレックスマウント・クルタゴン
コンタレックス#交換レンズを参照のこと。

### デッケルマウント・クルタゴン
レチナレフレックスS等用交換レンズ。
- クルタゴン28mmF4
- クルタゴン35mmF4

### エクサクタマウント・クルタゴン
エクサクタマウントレンズの一覧#シュナイダー・クロイツナッハを参照のこと。

### エクサクタ66シリーズ用・クルタゴン
- クルタゴン60mmF3.5

### ライカRマウント・クルタゴン
ライカRマウントレンズの一覧#ライカカメラAG/エルンスト・ライツを参照のこと。

### M42マウント・クルタゴン
M42マウントレンズの一覧#シュナイダー・クロイツナッハを参照のこと。

### 各種一眼レフカメラマウント・クルタゴン
- PAクルタゴン35mmF4 - 6群7枚。最大7mmシフト可能。キヤノンFDマウント、ミランダマウント、ミノルタMCマウント、ニコンFマウント、オリンパスOMマウントがある。

### ローライ6000用・クルタゴン
ローライ#6000シリーズ用レンズを参照のこと。

## ディジター（Digitar）
ディジター（Digitar ）はデジタル写真用レンズ。原則φ32.5mmのネジでSKエレクトリックシャッターに取り付けて使用する。

### デジタル写真用・ディジター
- ディジター28mmF2.8L - アタッチメントはφ77mmねじ込み。イメージサークル60mm。

- アポ・ディジター24mmF5.6XL - アタッチメントはφ52mmねじ込み。イメージサークル60mm（開放またはF11）。
- アポ・ディジター35mmF5.6XL - アタッチメントはφ52mmねじ込み。イメージサークル60mm（開放またはF11）。
- アポ・ディジター47mmF5.6XL - アタッチメントはφ52mmねじ込み。イメージサークル98mm（開放）、113mm（F11）。
- アポ・ディジター60mmF4N - アタッチメントはφ40.5mmねじ込み。イメージサークル60mm（開放またはF11）。
- アポ・ディジター90mmF4.5N - アタッチメントはφ40.5mmねじ込み。イメージサークル90mm（開放またはF11）。
- アポ・ディジター100mmF5.6N - アタッチメントはφ40.5mmねじ込み。イメージサークル100mm（開放またはF11）。
- アポ・ディジター120mmF5.6N - アタッチメントはφ40.5mmねじ込み。イメージサークル110mm（開放またはF11）。
- アポ・ディジター150mmF5.6N - アタッチメントはφ40.5mmねじ込み。イメージサークル110mm（開放またはF11）。
- アポ・ディジター72mmF5.6L - アタッチメントはφ40.5mmねじ込み。イメージサークル90mm（開放またはF11）。
- アポ・ディジター80mmF4L - アタッチメントはφ40.5mmねじ込み。イメージサークル80mm（開放）、90mm（F11）。
- アポ・ディジター180mmF5.6T - アタッチメントはφ55mmねじ込み。イメージサークル120mm（開放またはF11）。
- アポ・ディジター210mmF5.6T - シャッターはコパル3も使用できる。イメージサークル120mm（開放またはF11）。
- アポ・ディジター210mmF6.8T - シャッターはコパル3も使用できる。イメージサークル120mm（開放またはF11）。

- アポ・マクロ・ディジター80mmF5.6 - アタッチメントはφ40.5mmねじ込み。イメージサークル80mm（開放またはF11、等倍）。
- アポ・マクロ・ディジター120mmF5.6 - アタッチメントはφ40.5mmねじ込み。イメージサークル110mm（開放またはF11、等倍）。

## ファインアート（Fineart）
ファインアート（Fineart）は20×24in判をカバーするように設計された超大判用レンズ。

### 大判用・ファインアート
- ファインアートXXL550mmF11 - 2群6枚。シャッターはコパル#3。
- ファインアートXXL1100mmF22 - 4群4枚。シャッターはコパル#3。

## エルヴェター（Helvetar）
エルヴェター（Helvetar ）。
アルパ12用
アルパを参照のこと。

## イスコナー（Isconar）
イスコナー（Isconar ）はダブルガウス型。

## オプチバロン（Optivaron）
オプチバロン（Optivaron ）は映画用高倍率ズームレンズ。

### Dマウント・オプチバロン
- オプチバロン6-66mmF1.8

### ライカMマウント・オプチバロン
ライカマウントレンズの一覧#シュナイダー・クロイツナッハを参照のこと。

## プロルクス（Prolux）

### 投影用大口径レンズ・プロルクス
プロルクス（Prolux ）は投影用大口径レンズ。
- プロルクス135mmF3
- プロルクス150mmF3
- プロルクス180mmF3.5
- プロルクス200mmF3.5
- プロルクス250mmF4.3
- バリオ・プロルクス70-120mmF3.5

## ルビナー（Rubinar）
ルビナー（Rubinar ）。

## ラジオゴン（Radiogon）
ラジオゴン（Radiogon ）。

## スウィター（Switar）
スウィター（Switar）は元々はケルン社の商標。

### アルパ12用・スウィター
アルパを参照のこと。

## ジンマー（Symmar）
ジンマー（Symmar ）はオルソメター型のレンズに使用される。

## バリオゴン（Variogon）
バリオゴン（Variogon ）はズームレンズ。
アルパマウント・バリオゴン
エクサクタ66シリーズ用・バリオゴン
- バリオゴン75-150mmF4.5
- バリオゴン140-280mmF5.6

ハッセルブラッドVシリーズ用・バリオゴン
ローライ6000シリーズ用・バリオゴン
ゼンザブロニカETRシリーズ用・バリオゴン
- ズーム・ゼンザノン・Eバリオゴン70-140mmF4.5
- ズーム・ゼンザノン・Eバリオゴン125-250mmF5.6

ゼンザブロニカSQシリーズ用・バリオゴン
- ズーム・ゼンザノン・バリオゴン75-150mmF4.5

## クセナー（Xenar）
クスナー（Xenar ）はテッサー・タイプのレンズに使用される。最初の製品はアルブレヒト・ウィルヘルム・トロニエにより設計された。

望遠レンズにはテレ・クスナーまたはテレ・クセナー（Tele-Xenar ）が使用される。

## クセノン（Xenon）
クセノン（Xenon ）はアルブレヒト・ウィルヘルム・トロニエにより設計されたダブルガウス型レンズ。シネクセノン（Cine-Xenon ）は映画用で6枚構成。

### アルパマウント・クセノン
アルパを参照のこと。

### レチナ・クセノン
- クセノン50mmF2 - レチナIIIC等に固定装着。

### デッケルマウント・クセノン
レチナレフレックスS等用交換レンズ。
- クセノン50mmF1.9

### ローライSL35/2000シリーズ用・クセノン
ローライ#SL35/SL2000シリーズ用レンズを参照のこと。

### ライカL/M用・クセノン
ライカマウントレンズの一覧#シュナイダー・クロイツナッハを参照のこと。

### 映画用・クセノン
- シネ・クセノン10mmF1.8 - 16mm映画映写用。
- シネ・クセノン26mmF2.8
- シネ・クセノン30mmF2
- シネ・クセノン35mmF2
- シネ・クセノン35mmF2.8
- シネ・クセノン40mmF2
- シネ・クセノン45mmF2
- シネ・クセノン45mmF2.8
- シネ・クセノン50mmF2
- シネ・クセノン50mmF2.8
- シネ・クセノン55mmF2
- シネ・クセノン60mmF2
- シネ・クセノン60mmF2.8
- シネ・クセノン65mmF2
- シネ・クセノン70mmF2 - 16mm映画映写用。
- シネ・クセノン75mmF2
- シネ・クセノン80mmF2
- シネ・クセノン85mmF2
- シネ・クセノン90mmF2
- シネ・クセノン90mmF2.5
- シネ・クセノン95mmF2
- シネ・クセノン100mmF2
- シネ・クセノン105mmF2
- シネ・クセノン105mmF2.4
- シネ・クセノン110mmF2
- シネ・クセノン115mmF2
- シネ・クセノン120mmF2
- シネ・クセノン125mmF2
- シネ・クセノン130mmF2
- シネ・クセノン135mmF2
- シネ・クセノン140mmF2
- シネ・クセノン145mmF2
- シネ・クセノン150mmF2
- シネ・クセノン150mmF2.8

- PCシネ・クセノン45mmF2.8
- PCシネ・クセノン60mmF2.8
- PCシネ・クセノン90mmF2.8
- PCシネ・クセノン105mmF2.9

- バリオ・シネ・クセノン85-210mmF3.9

### 引き伸ばし用・クセノン
- クセノン50mmF2 - 25mmP=0.5mmねじマウント。

### クセノター
クセノター（Xenotar ）はギュンター・クレムト（Günther Klemt ）が設計した大型の明るいレンズ。

## 携帯電話内蔵カメラ用レンズ
シュナイダー・クロイツナッハが公認したというレンズが使用されているNTTドコモ向けでLG電子製のL705iX（日本以外ではShine Phoneという呼称）が存在している。2009年NTTドコモの夏モデルとしてLG電子より発表されたL-04A/L-06Aにも搭載されている。

## サムスンテックウィン用レンズ
最近では、韓国のサムスンテックウィンが、自社製品のレンズにシュナイダー・クロイツナッハのブランドを冠している。このうち、ペンタックスKマウントを持つデジタル一眼レフカメラ向けの交換レンズは、ペンタックスのレンズと外見・スペックが同じであり、同社からOEMを受けたものと推測される。他に、一部コンパクトデジタルカメラのレンズにもシュナイダーブランドを名乗るものがある。

## フォトルーペ
カラースライドをカラーボックス上で見、またはビューカメラのピントをピントグラス上で見るためのルーペでこの分野ではリファレンスとされている。6×6cm判用まで対応する3倍、ライカ判に対応する4倍、スライドの一部を高倍率で見るための6倍、8倍、10倍等がある。3倍モデルにはハッセルブラッドの高倍率ウェストレベルファインダーとして使用するためのアダプターがオプションとして存在した。